# Ambroos Verheul
Wilhelmus Gerardus Ambroos Verheul (Den Haag, 4 november 1916 - Liedekerke, 31 december 2005) was een benedictijnermonnik, bekend als bezieler van de Liturgische beweging in de Lage Landen en abt van de Abdij van Keizersberg.

## Biografie
Hij trad op 15 augustus 1936 in de abdij van Affligem in en koos als kloosternaam Ambrosius. Na zijn priesterstudies ging hij aan de faculteit Godgeleerdheid in Leuven studeren, waar hij in 1946 het doctoraat behaalde op een proefschrift over de charismatische opvatting van het apostelschap van de heilige Paulus. Zijn exegetische vorming wakkerde zijn belangstelling aan voor de liturgische beweging die in de Affligem en Keizersberg tot ontwikkeling was gekomen.
Hij droeg bij tot de publicatie van het Tijdschrift voor Liturgie, uitgegeven door de abdij van Affligem en nam deel aan een internationaal liturgisch congres waar de mysterieleer van Dom Odo Casel werd bestudeerd.
Hij fungeerde als hoofdredacteur van het Tijdschrift voor Liturgie tot een beroerte in 1994 hem dat verder onmogelijk maakte. Het behoort tot zijn verdiensten dat hij zowel Vlaamse als Nederlandse auteurs aan het woord liet. Doordat het tijdschrift in talloze parochies werd verspreid, slaagde hij erin de kennis van de liturgie te bevorderen. Vooral na het Concilie Vaticanum II gaf hij steun aan de gedachte van een zinvol te ervaren liturgie.
Verheul was nochtans geen kamergeleerde. In zijn eigen abdij werd hij ceremoniaris en verruimde de liturgie met een acolietenwerking.
Binnen de Benedictijnse gemeenschap en het kloosterleven in het algemeen was hij van 1967 tot 1987 actief in de intermonastieke werkgroep voor liturgie. Hij legde aldus heel wat internationale contacten, zowel in Nederland als in Vlaanderen.
Hij nam ook een belangrijke onderwijsopdracht op in de liturgie: vanaf 1957 in de Norbertijnerabdij te Grimbergen en aan het Diocesaan Instituut voor Godsdienstwetenschappen te Gent. Van 1963 tot 1981 was hij als docent in de liturgie verbonden aan de faculteit Godgeleerdheid aan de Katholieke Universiteit Leuven, waar hij meerdere licentiaatsverhandelingen begeleidde.
In 1968 werd hij prior en vervolgens ook abt van de abdij van Keizersberg. Het was geen gemakkelijke opdracht. De abdij behoorde immers tot de Franstalige groep (van Maredsous) en onderging de invloed van een conservatieve Franstalige bourgeoisie uit de Leuvense regio. Die positie was na de splitsing van de Leuvense universiteit voorbijgestreefd. Verheul diende de abdij navenant te vernederlandsen en te vernieuwen. Uit de samenwerking tussen de abdij en de universiteit ontstond in 1969 het Liturgisch Instituut. Dit instituut onderhoudt de dialoog (via colloquia, publicaties, ...) tussen liturgische experten uit verscheidene landen en kerkelijke strekkingen. Vanuit dit instituut werd Verheul ook hoofdredacteur van het wetenschappelijke en internationaal georiënteerde tijdschrift Questions Liturgiques – Studies in Liturgy.

## Betekenis
De grote verdienste van Dom Verheul op het gebied van liturgie werd erkend toen hem op 2 april 1987 aan het Liturgisch instituut Sant’Anselmo te Rome de graad van doctor honoris causa werd verleend. Niet toevallig gebeurde dat tijdens een studiedag over de theologie van Dom Odo Casel, waarbije Verheul sinds 1946 nauw was betrokken.
Zijn onderwijsactiviteiten en tijdschriftbijdragen leverden ook stof op voor enkele standaardwerken op het gebied van liturgie:
- Inleiding tot de liturgie, dat later in het Duits, Italiaans, Spaans en Engels werd vertaald en grote weerklank vond.
- Liturgisch woordenboek, waarvan Verheul een van de vier redacteuren was; uitgegeven in 1962 en na het Concilie aangevuld met het supplement Grondstructuren van de Eucharistie(1974)

Een ander opmerkelijk initiatief betrof de traditie van de liturgische weken nieuw leven in te blazen. Het resulteerde in liturgische congressen, het eerste in 1956 in de norbertijnenabdij van Tongerlo, die, in nauwe samenwerking met de abdij van Affligem, verder zou instaan voor de praktische organisatie. Er zouden nog 37 congressen volgen, over thema's vooral gelieerd aan de beleving van de sacramenten.
- Biblioteca Nacional de España: XX1479431
- Gemeinsame Normdatei: 1032033819
- International Standard Name Identifier: 0000 0000 7995 1482
- Library of Congress Control Number: no92027490
- Nederlandse Thesaurus van Auteursnamen: 068811535
- Virtual International Authority File: 49747261
- WorldCat: E39PBJjt9YTtkpQgfXYfyrcQMP